# Sant Mion
Saint-Myon és un municipi francès situat al departament del Puèi Domat i a la regió d'Alvèrnia-Roine-Alps. L'any 2007 tenia 407 habitants.

## Demografia

### Població
El 2007 la població de fet de Saint-Myon era de 407 persones. Hi havia 169 famílies de les quals 50 eren unipersonals (15 homes vivint sols i 35 dones vivint soles), 46 parelles sense fills, 58 parelles amb fills i 15 famílies monoparentals amb fills.
La població ha evolucionat segons el següent gràfic:
Habitants censats

### Habitatges
El 2007 hi havia 228 habitatges, 173 eren l'habitatge principal de la família, 18 eren segones residències i 37 estaven desocupats. 216 eren cases i 6 eren apartaments. Dels 173 habitatges principals, 150 estaven ocupats pels seus propietaris, 13 estaven llogats i ocupats pels llogaters i 10 estaven cedits a títol gratuït; 3 tenien una cambra, 7 en tenien dues, 22 en tenien tres, 61 en tenien quatre i 81 en tenien cinc o més. 144 habitatges disposaven pel capbaix d'una plaça de pàrquing. A 66 habitatges hi havia un automòbil i a 98 n'hi havia dos o més.

### Piràmide de població
La piràmide de població per edats i sexe el 2009 era:
| Homes | Edats   | Dones |
| ----- | ------- | ----- |
| 0     | 95 o +  | 0     |
| 4     | 90 a 94 | 4     |
| 4     | 85 a 89 | 4     |
| 4     | 80 a 84 | 0     |
| 8     | 75 a 79 | 8     |
| 12    | 70 a 74 | 8     |
| 12    | 65 a 69 | 4     |
| 8     | 60 a 64 | 0     |
| 4     | 55 a 59 | 8     |
| 4     | 50 a 54 | 24    |
| 12    | 45 a 49 | 8     |
| 20    | 40 a 44 | 16    |
| 4     | 35 a 39 | 8     |
| 8     | 30 a 34 | 12    |
| 12    | 25 a 29 | 4     |
| 4     | 20 a 24 | 12    |
| 28    | 15 a 19 | 8     |
| 0     | 10 a 14 | 0     |
| 0     | 5 a 9   | 12    |
| 4     | 0 a 4   | 4     |

## Economia
El 2007 la població en edat de treballar era de 265 persones, 202 eren actives i 63 eren inactives. De les 202 persones actives 192 estaven ocupades (106 homes i 86 dones) i 10 estaven aturades (5 homes i 5 dones). De les 63 persones inactives 28 estaven jubilades, 19 estaven estudiant i 16 estaven classificades com a «altres inactius».

### Ingressos
El 2009 a Saint-Myon hi havia 181 unitats fiscals que integraven 446 persones, la mediana anual d'ingressos fiscals per persona era de 18.301,5 €.

### Activitats econòmiques
Dels 14 establiments que hi havia el 2007, 1 era d'una empresa alimentària, 2 d'empreses de construcció, 4 d'empreses de comerç i reparació d'automòbils, 1 d'una empresa de transport, 1 d'una empresa d'hostatgeria i restauració, 1 d'una empresa d'informació i comunicació, 1 d'una empresa immobiliària, 1 d'una entitat de l'administració pública i 2 d'empreses classificades com a «altres activitats de serveis».
Dels 4 establiments de servei als particulars que hi havia el 2009, 1 era un taller de reparació d'automòbils i de material agrícola, 1 fusteria, 1 restaurant i 1 agència immobiliària.
L'únic establiment comercial que hi havia el 2009 era una botiga d'electrodomèstics.
L'any 2000 a Saint-Myon hi havia 17 explotacions agrícoles que ocupaven un total de 676 hectàrees.

## Poblacions més properes
El següent diagrama mostra les poblacions més properes.